# Jordan Radiczkow
Jordan Radiczkow (ur. 24 października 1929 we wsi Kalimanica, zm. 21 stycznia 2004 w Sofii) – bułgarski pisarz.
Debiutował w 1959 zbiorem opowiadań; autor powieści, opowiadań, sztuk teatralnych, m.in. Wściekły nastrój, Proca, Obraz i podobieństwo. Był tłumaczony także na język polski, ukazały się m.in. zbór opowiadań Blaszany kogucik (1969), Prochowe abecadło (1973), Jak to? (1981), My wróbelki (1982) i Wężowe jajo (1998); ponadto w Polsce wystawiano jego sztuki Chryja, Taniec Łazarza, Styczeń, Próba lotu. W 
1984 otrzymał włoską nagrodę Premio Grinzane Cavour.